# Мартини, Пол
Пол Марти́ни (англ. Paul Martini; род. 2 ноября 1960 года, Уэстон, Онтарио, Канада) — канадский фигурист, пятикратный чемпион Канады (1979—83), чемпион мира 1984 года и чемпион мира среди юниоров (1978) в парном катании. Выступал в дуэте с Барбарой Андерхилл.
Тренер пары — Луис Стонг, хореограф — Сандра Безик.
Пара отличалась качественным исполнением ряда парных элементов — поддержек, тодесов, однако резко уступала спортсменам из СССР и ГДР по сложности выбросов и особенно прыжков, так и не сумев освоить не только тройной, но и прыжок в два с половиной оборота (аксель). Домашний чемпионат мира в Оттаве пара выиграла лишь благодаря ряду ошибок олимпийских чемпионов Елены Валовой и Олега Васильева. Пара Андерхилл — Мартини запомнилась также рядом курьёзных, а порой и опасных падений с несложных элементов (в частности, опасное падение партнёрши при заходе на параллельное вращение на Олимпиаде—84).
Барбара Андерхилл и Пол Мартини являются членами канадского Зала спортивной славы и Олимпийского зала славы.

## Спортивные достижения
| Соревнования/Сезон           | 1977-78 | 1978-79 | 1979-80 | 1980-81 | 1981-82 | 1982-83 | 1983-84 |
| ---------------------------- | ------- | ------- | ------- | ------- | ------- | ------- | ------- |
| Зимние Олимпийские игры      |         |         | 9       |         |         |         | 7       |
| Чемпионаты мира              |         | 11      | 11      | 7       | 4       | 3       | 1       |
| Чемпионаты Канады            |         | 1       | 1       | 1       | 1       | 1       |         |
| Чемпионат мира среди юниоров | 1       |         |         |         |         |         |         |